# Exploze na New London School
Exploze na New London School se odehrála 18. března 1937, kdy únik plynu způsobil explozi, která zničila londýnskou školu v Novém Londýně (Texas, USA), v okresu Rusk předtím známý pouze jako Londýn. Zemřelo při ní více než 295 studentů a učitelů, což ji učinilo nejsmrtelnější katastrofou ve školním prostředí v americké historii. V roce 2014 byla tato událost třetí nejsmrtelnější katastrofou v historii, po hurikánu Galveston v roce 1990 a katastrofě v Texas City v roce 1947.

## Pozadí
V polovině roku 1930 byla velká ekonomická krize v plném proudu, ale školní okres Londýn byl jedním z nejbohatších v celé Americe. Naleziště ropy v roce 1930 v okresu Rusk zrychlila lokální ekonomiku a výdaje na školství vzrůstali spolu s tím. Londýnská škola byla postavena v roce 1932 za 1 milion dolarů (dnes okolo 17,3 milionů dolarů). 
Školní rada zamítla původní plány architekta na bojler a tepelný distribuční systém založený na páře. Namísto toho se rozhodla instalovat 72 plynových topení přes celou budovu. 
Na začátku roku 1937, školní rada zrušila smlouvu ohledně zemního plynu a nechala nainstalovat kohoutek do zbytkových plynových potrubí ropných společností, aby ušetřila peníze. Tato praxe, ačkoliv nebyla explicitně schválena místními ropnými společnosti, byla v této oblasti široce aplikována. Zemní plyn získaný z ropy byl posuzován jako odpadní produkt a spalován. Protože tento plyn nebyl hodnotný, ropné společnosti jeho ilegální odbírání tolerovaly. Avšak kvalita takto získaného zemního plynu se lišila ode dne ke dni, ba dokonce hodinu od hodiny. 
Neupravený zemní plyn je jak bez zápachu, tak bez barvy, tedy úniky je obtížné detekovat. Plyn unikal z nainstalovaného kohoutku a shromažďoval se uvnitř uzavřeného prostoru, který probíhal skrze celou 77metrovou fasádou budovy. Studenti si nějaký čas stěžovali na bolesti hlavy, ale tomuto problému nebyla věnována takřka žádná pozornost.   

## Exploze
Mezi 15:05 a 15:20 Limmie R. Butler ("instruktor manuálního tréninku") zapnul elektrickou brusku. Věří se, že vypínač této brusky způsobil jiskru, která zažehla směs plynu se vzduchem. Zprávy svědků této události hovoří, že stěny budovy se vyboulily, střecha budovy se nadzvedla z budovy a opět spadla zpět dolů a hlavní křídlo struktury se zřítilo. Síla exploze byla tak velká, že dvoutunový betonový blok byl odhozen z budovy a rozbil Chevrolet z roku 1936, který parkoval 3 kilometry (2 míle) daleko. 
V budově bylo v okamžiku exploze asi 600 studentů a 40 učitelů.

## Reakce
Exploze byla svým vlastním alarmem, který byl slyšen na kilometry daleko. Okamžitá reakce pocházela od rodičů na PTA (obdoba našeho SRPŠ) schůzi (asi 30 metrů od hlavní budovy). Během několika minut přijeli a začali se prohrabovat sutinami, mnoho z nich pouze holýma rukama. Naftaři z vrtných plošin byli uvolněni z práce a přijeli s autogeny a těžkým vybavením, které bylo potřeba pro probrání se betonem a ocelí. 
Řidič školního autobusu Lonnie Barber v době exploze přepravoval žáky do jejich domovů a byl na dohled od školy v okamžiku, kdy explodovala. Barber dokončil svou hodinovou cestu a vrátil žáky jejich rodičům předtím, než spěchal zpět do školy, aby nalezl své čtyři děti. Jeho syn Arden zemřel, ale ostatní nebyly vážně zraněny. Barber odešel následující rok do důchodu. 
Pomoc přišla i z vnějšku oblasti, Guvernér James Allred vyslal Texaskou pořádkovou policii, dálniční hlídku a Texaskou národní gardu. Asi třicet doktorů, sto zdravotních sestřiček a 25 balzamovačů. Americké letectvo, úřady šerifů a dokonce i skauti přispěli k záchranným a vyprošťovacím pracím. 
Z více než 600 lidí, kteří byli v době exploze ve škole, pouze 130 vyvázlo bez vážnějších zranění. Odhadované počty mrtvých se pohybovaly od 296 do 319, ale číslo mohlo být mnohem vyšší, protože mnoho obyvatel Nového Londýna bylo v té době pouze dočasnou pracovní silou na vrtných plošinách, a není možné zjistit, kolik dobrovolníků shromáždilo těla svých dětí následující dny po katastrofě a odvezli je do jejich domovů kvůli pohřbu. Myslelo se, že jedna matka dostala infarkt a zemřela poté, co nalezla svou dceru mrtvou, pouze s částí jejího obličeje, bradou a několika kostmi, ale tento příběh se ukázal nepravdivým, protože jak matka, tak její dcera byly později nalezeny mezi živými. 
Záchranáři pracovali i v déšť a noci a po 17 hodinách bylo celé místo prohlédnuto. Nová nemocnice, Mother Frances Hospital v blízkém Tyleru měla otevřít až následující den, ale toto rozhodnutí bylo zrušeno a nemocnice otevřela okamžitě. 
Adolf Hitler, který byl v té době německým kancléřem, projevil svou lítost a uznání záchranářům v telegramu. Jeho kopie je možné vidět v Londýnském muzeu.

## Dozvuky katastrofy
Experti z United States Bureau of Mines usoudili, že připojení k trubce se zbytkovým zemním plynem byla chyba. Toto připojení umožňovalo plynu, aby unikal do prostoru školy a protože je neupravený zemní plyn neviditelný a bez jakéhokoliv zápachu, úniku si nikdo nevšiml. Věří se v to, že vypínač brusky způsobil jiskru, která zapálila směs plynu se vzduchem. Aby redukovala škodu vzniklou z dalších úniků, začaly se připravovat místní zákony nařizující, aby do zemního plynu byly přidány thioly. Jejich silný zápach způsobí, že jakýkoliv únik látek je obsahující bude snadno a rychle detekovatelný. Tato praxe se rychle rozšířila do celého světa. 
Krátce po katastrofě se sešli zákonodárci amerického státu Texas během naléhavé schůze a uzákonili Engineering Registration Act, nyní známý jako Texas Engineering Practice Act. Veřejnost tlačila na vládu, aby regulovala inženýrství kvůli chybné instalaci připojení zemního plynu. 
Nová škola byla dokončena v roce 1939, přímo za místem, kde stála zničená budova školy. Škola se i nadále jmenovala London School a to do roku 1965, kdy se Londýnský nezávislý školní okres sloučil s Gastonským nezávislým školním okresem a jméno školy se změnilo na West Rusk High School. 

## Známé úmrtí
Následující tabulka obsahuje seznam známých úmrtí:
| Abercrombie, Boyd           | Adams, Evelyn           | Allman, Almita Fae      | Anderson, Allene Myrtle    | Anderson, Lillian Laverne | Apple, Betty Ruth       | Arnold, Wayne S.       |
| Barber, Ollie B.            | Barber, Arden Leon      | Barrett, Donald         | Barrett, Edward            | Barrett, Pauline          | Barton, Laverne T.      | Barton, Murvin         |
| Baucum, Margaret Louise     | Bell, Miss Laura        | Bennett, Mary Francis   | Benson, Betty Lou          | Bishop, Nellene           | Blackerby, John         | Blackford, Neal        |
| Blanton, Virginia Rose      | Bonner, George A.       | Bonner, Oneta           | Bowlin, Byron              | Braden, Sybil Dell        | Brown, Bobbie Lorene    | Brown, Elaine          |
| Bunting, Naomi              | Butler, L. R.           | Buzbee, John Robert     | Byrom, Owen                | Carney, Mary Prescilla    | Carr, Chloe Ann         | Cuvelier, Jacqueline   |
| Childress, William Polk     | Choate, Murray Dixon    | Clair, Mildred Louise   | Clark, Mary Lynn           | Clover, Byron             | Coker, Forest           | Cole, Helen            |
| Colins, Charles Rusk Jr.    | Corrie, Kenneth         | Cox, Perry Lee          | Crim, Annie Bell           | Crumbley, Jimmie          | Cummins, Marcella       | Curry, Zana Jo         |
| Damuth, Jane                | Davidson, Annie Laurie  | Davidson, Ardyth        | Davidson, Helen            | Davidson, Joe Wheeler     | Davis June              | Davis, Kenneth Wayne   |
| Dearing, Dorothy Ann        | Dial, Travis            | Dickerson, Wanda Joyce  | Dorsey, Alice              | Dorsey, Ethel             | Drake, Winifred Melvine | Duncan, James Alfred   |
| Duncan, Vera Virginia (Sue) | Eakes, Forest Eugene    | Ellison, Holly Jo       | Elrod, Edwin Zone          | Elrod, Juanita            | Emberling, George       | Emberling, Wanda       |
| Etheredge, Doris N.         | Fealy, James P.         | Fentress, Jack          | Ford, Jack Arnold          | Ford, Mary Elizabeth      | Forman, Mary Ellen      | Francis, Emaloyd       |
| Francis, Margine            | Freeman, Myrtle         | Frey, Carl H. Jr.       | Gandy, Martha Jean         | Gauthreaux, Eddie Herman  | Gerdes, Allen T.        | Gerdes, Alvin H.       |
| Gibson, Marcelyn, Carol     | Gipson, G. W.           | Goff, R. A. Jr.         | Gordon, Betty Kathryn      | Gordon, Joe C.            | Greer, Paul             | Grigg, Edwin Guinn,    |
| Gunn, H. D.                 | Hale, Norris Thurston   | Hall, Irene             | Hall, Oscar G. Jr.         | Hamilton, Carl Jr.        | Hankins, Francis        | Hanna, Lorene          |
| Hardy, Leneta Fae           | Hargis, Martha Jane     | Harrelson, Coy Dee      | Harrelson, Helen Louise    | Harris, James             | Hasbrook, Charles       | Hathaway, Y. Jackolene |
| Henson, Graham K.           | Harrington, Betty Joe   | Harrington, Mary Ellen  | Herron, Juanita            | Hodges, Betty Jo          | Hodges, Irma Elizabeth  | Hodges, Betty Jo       |
| Hogue, Ernestine            | Hogue, Margretta        | Holland, Bessie Estelle | Holleyman, Betty Catherine | Holt, Jessie Elinor       | Hooten, Mary Frances    | Houser, Laura Lee      |
| Houser, Imogene             | Houser, Martha Ellen    | Howard, Tom             | Hudson, Elisha M.          | Hudson, Hurbert           | Hughes, Melba           | Hunt, Charles Porter   |
| Hunt, Ruby Frances          | Jacobs, Maxine          | Johnson, Kenneth        | Jolly, Geneva Lucille      | Jones, Fidelia            | Jones, Goodall          | Jones, Helen C.        |
| Kelly Maudine               | Ketchum, William        | Kilgore, Cloudell       | King, Mary Lois            | Knight, Jaqueline         | Knipe, Earnest Ray      | Knotts, Rachel Mae     |
| Krauss, Bobby Lee           | Lambert, Robert Austin  | Latham Homer            | Latham, W. D.              | Lechtenberg, Anna May     | Lechtenberg, Helen      | Lee, Florence Ruby     |
| Lee, Laura                  | Lehew, Mary Ellen       | Lloyd, Arzell           | Lloyd, Mary Emily          | Loe, Virginia             | Lowe, Helen Charlotte   | Lumpkin, John          |
| Maddry, J. E.               | Maddry, Mazine          | Manck, Doris            | Martin, Louise             | Maxwell, Blondell         | Maxwell, Charles Henry  | Maxwell, Louise        |
| Mayhew, Evelyn              | McChesny, Donald Robert | McClure, Vincent Howard | McCune, Lanny              | McGovney, Jack            | McGovney, James         | McLawchlin, W. C.      |
| McQuaid, Shirley Lataine    | Meadow, Floyd Jr.       | Melton, Doris Kay       | Middleton, Arlis Ray       | Miller, Carroll Evaughn   | Miller, Sebe            | Mills, Sarah Jane      |
| Milstead, Annie Marie       | Monday, Alma            | Moore, Dessie Lometer   | Morfield, Billie J.        | Mote, Marion              | Mote, Patty Ann         | Myers, Margie Louise   |
| Myers, Shirley Elizabeth    | Nail, John Worthley     | Neal, Mrs. Mary Ethel   | Nelson, Mrs. J.D.          | Netherton, Aubry, Lee     | Newell, Orrin, Neal     | Newham, Jackie         |
| Norton, Betty Mozell        | Norton, Vesta Allen     | O'Neal, Charles         | O'Neal, Raymond B.         | Patterson, Marie          | Payne, Joyce            | Payne, Lewis M.        |
| Peace, Edna Ruby            | Person, Forest Lavon    | Petty, James Ray        | Phillips, James Henry      | Phillips, Twillia Ruth    | Phillips, Virgil B.     | Pierson, Hazel Marie   |
| Pinkerton, Harvey           | Platt, Ola Christene    | Powell, Edna E.         | Powell, Eloise             | Phillips, Roseann         | Pride, Garland          | Propes, J. H.          |
| Purcell, Annie              | Ragsdale, Gabe E.       | Rainwater, Aubrey       | Rainwater, Evelyn          | Rainwater, Helen          | Ray, Delores            | Reames, Curtis Burton  |
| Reed, Ruby E.               | Rhodes, James Basel     | Richardson, Dorothy     | Rider, Betty Jane          | Rider, Charles Oliver     | Roberts, Billy          | Roberts, R. B.         |
| Roberts, Holten Dean        | Roberts, Norma Wayne    | Roberts, Ruth           | Rogers, Annie Maxwell      | Rogers, Thomas Blanton    | Rowell, Louise          | Rucker, Ester Fay      |
| Sallee, Robert Henry        | Salyer, Robert Basil    | Scott, David Willard    | Scott, Earl Jefferson      | Sevens, Maudine           | Shaw, Clifton Sambo     | Shaw, Dorothy Oleta    |
| Shaw, Marvin                | Shaw, Sammie            | Shoemaker, Robert W.    | Shoemate, Sammie           | Smith, Abner              | Smith, Bobbie Jean      | Smith, Iva Jo          |
| Smith, Mattie Mae           | Smith, Willien Ruth     | Smith, Ross Jr.         | Smoot, Anna Maude          | Smoot, Helen              | Sowell, William Edward  | Staggs, Carl           |
| Starks, Marshall            | Stearnes, Geraldine     | Steele, Henry Lee       | Stephens, Philo            | Stone, Howard             | Stubblefield, A. W.     | Sutherlin, Glendell    |
| Swift, Lawrence             | Tate, W. H.             | Tatum, J. R. Jr.        | Taylor, Charles Ray        | Thiebaud, Marjorie        | Thompson, Milder        | Thompson, Walter       |
| Tipp, Billie                | Travis, Unknown         | Travis, Unknown         | Van Haverbeke, Rose        | Vines, Mary E.            | Waggoner, Anna Belle    | Walker, Herman L.      |
| Walker, Mary Inez           | Walker, Moreene         | Waller, Louis           | Warren, Florine            | Watkins, Annie Louise     | Watson, Katie Mae       | Webb, Mary Jo          |
| Wells, Doris                | White, Dorothy Joyce    | Williams, Aubry         | Williams, Doris Dean       | Williams, Erma Jean       | Willis, Lucille         | Willis, Mary Lou       |
| Womack, Bernice             | Wood, Glenn             | Wooley, Malcolm         | Wortham, S. Jack           | Wyche, Doris              | York, Dale May          | Young, Mozell          |